# أوسموند ساددلر
أوسموند ساددلر (بالإنجليزية: osmund saddler)‏ هو شخصية خيالية ظهرت في ريزدنت إيفل 4 حيث كان زعيم لوس المياندوس قام بتطوير فيروس بلاجا المسيطر على العقل.
يعتبر ساددلر أهم عالم في ريزدنت ايفل كونه لديه سرعة كبيرة وقوة، كما يستطيع التحول ويعد تحوله من بين الأقوى.

## القصة
رغم أن للأمبريلا علماء كثيرين كان لورد ساددلر هو أهم عالم بينهم لكن فقدانه لوظيفته من الشركة جعله هذا يفكر في الانتقام والسيطرة على الولايات المتحدة، لكنه قبل هذا سوف يسيطر على أفريقيا ويكون جيشه باستخدام فيروس لاس بلاجاس أو بلاجا كل هذا بدأ مع طائفته الخاصة في إسبانيا وهي لوس المياندوس التي كان يحرصها القرويون ومجموعة من الوحوش، إلا أنه فشل في ذلك بعد حصول ألبرت ويسكر على عينة من فيروس لاس بلاجاس.